# 고마쓰 미도리 (외교관)

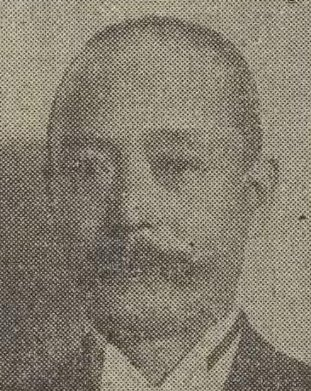
고마쓰 미도리

고마쓰 미도리(小松緑)는 일본의 외교관, 저술가이다. 호는 가난(霞南).